# Chris Berens

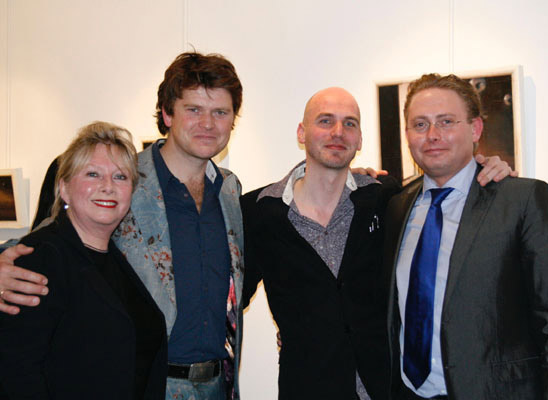
Chris Berens, tweede van rechts, bij de opening van zijn tentoonstelling in Galerie Jaski in 2008

Chris Berens (Oss, 19 juni 1976) is een Nederlands kunstschilder en illustrator.
Hij is afgestudeerd aan de Koninklijke Academie voor Kunst en Vormgeving in Den Bosch in 1999. Hij werkt in Amsterdam.
Berens gebruikt en combineert verschillende technieken. Alle schilderijen zijn handgeschilderd met tekeninkt, bister, grafiet, parketlak en alkyd vernis op hoogglanzend fotopapier. Daarna wordt het geheel geplakt op houten panelen met boekbinderslijm. 
In de Kunstenaar Top 100 van Elsevier staat hij op de 54e plaats. In 2009 werd hij door de Kunstweek uitgeroepen tot Talent van het Jaar.

## Tentoonstellingen
Zijn werk was te zien op solo-tentoonstellingen in Amsterdam, Den Bosch, Melbourne (Australië), Seattle (Verenigde Staten van Amerika) en New York en op groepstentoonstellingen in Los Angeles, Miami en New York. 
In 2009 hield het Noordbrabants Museum in Den Bosch een overzichtstentoonstelling van zijn werk en debuteerde hij in New York met een solotentoonstelling getiteld the Only Living Boy in New York.
In september 2011 werd bij Jaski Art Gallery in Amsterdam de tentoonstelling 800 books & 1 painting gehouden, in combinatie met de presentatie van Berens overzichtsboek Mapping Infinity, zo genoemd naar het werk dat is afgebeeld op de cover van het boek.

## Albumcovers
Zijn werk the Big Blue werd in 2009 gebruikt als cover voor het album Alles kann besser werden van de Duitste zanger Xavier Naidoo.
In 2010 verscheen het nieuwe album van de Amerikaanse rockband Blondie, Panic of Girls waar Berens de coverart voor leverde.
In 2013 leverde hij het werk Rijksmuseum af ter felicitatie van de heropening van het Rijksmuseum, te zien bij Jaski Gallery in Amsterdam.